# Brody
Brody (em alemão: Pförten) é um município no oeste da Polônia. Pertence à voivodia da Lubúsquia, no condado de Żary. É a sede da comuna urbano-rural de Brody. O rio Werdava flui pelo centro de Brody e o canal de Brody pelos arredores da cidade. A estrada regional n.º 289 passa pela cidade.
Estende-se por uma área de 3,1 km², com 892 habitantes, segundo o censo de 31 de dezembro de 2021, com uma densidade de 287,7 hab./km².
Brody fica na histórica Baixa Lusácia. Recebeu o foral de cidade por volta de 1590. Ela não foi reconhecida como cidade em 1 de julho de 1945, após ficar sob administração polonesa. De 1945 a 1954, foi a sede da comuna rural de Brody, de 1954 a 1972, da gromada de Brody, e, a partir de 1973, da comuna de Brody reativada. Entre 1975 e 1998, fazia parte administrativamente da voivodia de Zielona Góra. Em 1 de janeiro de 2024, recuperou a classificação de cidade.

## História

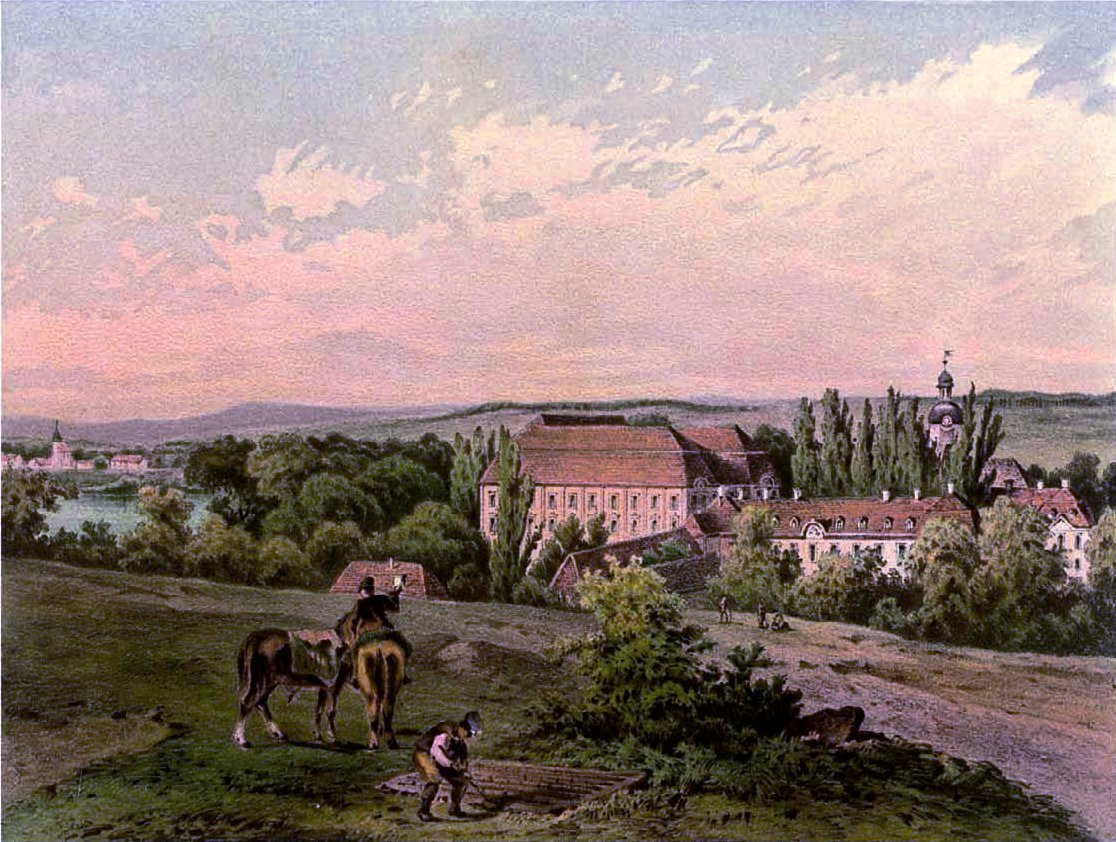
Palácio do século XIX

Na Idade Média, as fronteiras da Polônia chegaram até aqui durante o período das Partições da Polônia. Brody recebeu a classificação de cidade antes de 1590. Em 1635, em virtude da Paz de Praga, Brody foi perdida pelo Reino da Boêmia para a Saxônia e, como resultado, ficou sob o domínio dos reis poloneses Augusto II e Augusto III entre 1697 e 1763. Até 1667, ela pertenceu à família Biberstein — o último membro da família foi Ferdinand II von Biberstein, após o que, na segunda metade do século XVII, a cidade e a propriedade adjacente passaram a ser de interesse da família Promnitz, e a partir de 1668 passou a pertencer a Ulrich von Promnitz. Brody passou por seu maior período de desenvolvimento no século XVIII, quando o conde Heinrich von Brühl, ministro de Augusto III, tornou-se o proprietário da cidade. Naquela época, o palácio foi ampliado e, em 1748, por ocasião da visita de Augusto III, o Portão Zasiecka foi erguido. O rei visitou a cidade muitas vezes, e uma das rotas que ligava Varsóvia a Dresden passava por Brody na época. Sob os termos do Congresso de Viena em 1815, a cidade passou para o Reino da Prússia, com o qual fez parte da Alemanha de 1871 a 1945. Desde 1945, na Polônia, ela perdeu seus direitos municipais.
Em 2022, houve uma consulta sobre a possibilidade de Brody recuperar seus direitos de cidade, já que o aniversário da incorporação da cidade será comemorado em 2024. Os residentes apoiaram a ideia e a solicitação ao Ministério do Interior e da Administração foi bem-sucedida, resultando na concessão da condição de cidade a Brody novamente em 1 de janeiro de 2024. Além disso, a cidade de 892 habitantes tornou-se a menor cidade da voivodia, substituindo Szlichtyngowa após 25 anos de posse desse título (desde a reforma administrativa de 1999), e também uma das menores cidades da Polônia.

## Monumentos históricos
O registro provincial de monumentos inclui:
- Igreja paroquial evangélica, agora católica romana, de Todos os Santos,[17] do século XVII, reconstruída em 1725 e em 1981–1983
- Cemitério do século XVII
- Complexo de palácios do século XVIII ao XX:
  - Palácio Brühl[18]
  - Dois prédios externos
  - Orangerie
  - Portão do castelo
  - Parque
- Complexo residencial e de dependências próximo ao complexo do palácio, de meados do século XVIII:
  - Duas dependências
  - Dependência do “palácio de Marianna”, com estrutura de madeira
  - Cervejaria
- Portão da cidade — Portão Zasieka, na entrada do vilarejo de Zasieki
- Casa dos pobres
- Pousada
- Quartel do palácio, dois prédios
- Celeiro
- Casa, rua Kilińskiego, 5, de tijolos e enxaimel, do século XVIII/XIX
- Casa, rua Przedmieście Mariańskie, 1, do século XVIII
- Casa, Rynek 5, 7, 8, 9, de tijolos e enxaimel, do século XVIII
- Casas, 7, 8 rua Szkolna, de meados do século XVIII
- Casas, rua Traugutta, 10, 12, meados do século XVIII
- Casas, rua Wolności 1a, 4, 6,  casa da farmácia, 11, 12, 16, 18, 21, meados do século XVIII
- Edifício do Correio polonês, rua Wolności, 6
- Casa, praça do Castelo 1 (anteriormente rua Wolności 7), 5, tijolo e enxaimel, meados do século XVIII

Outros monumentos:
- Antiga agência dos correios

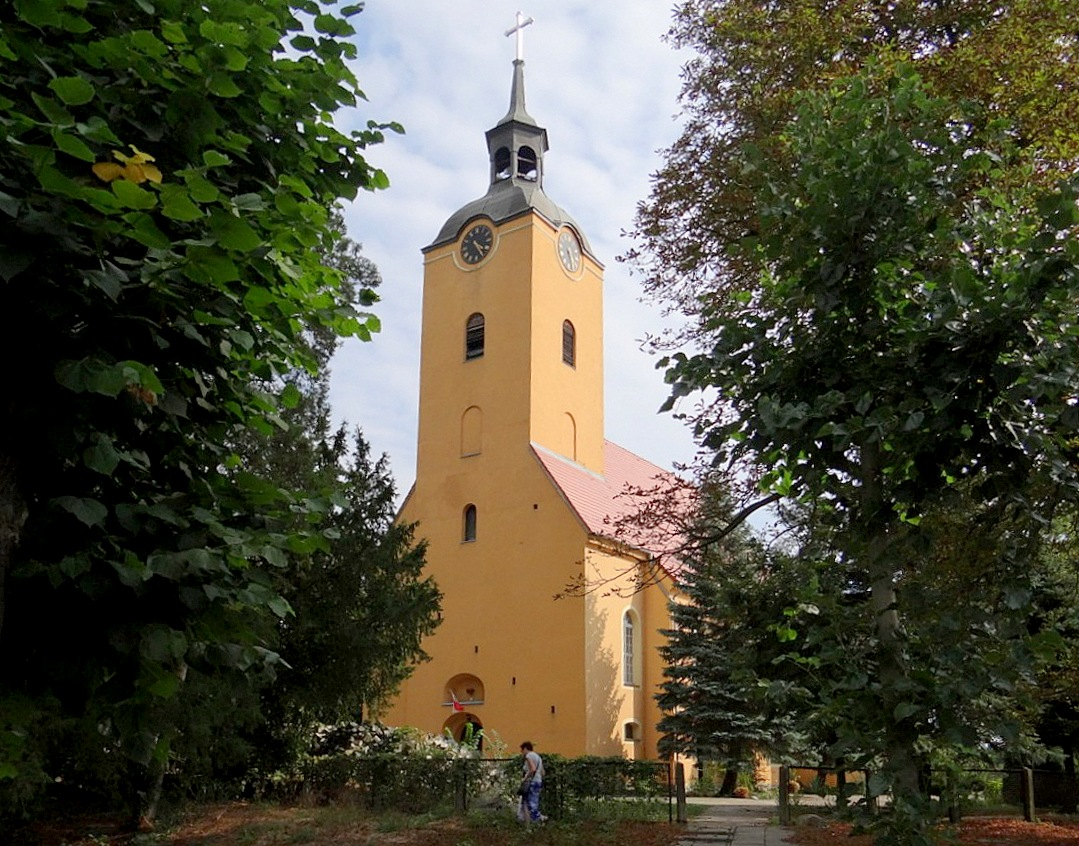
Igreja de Todos os Santos
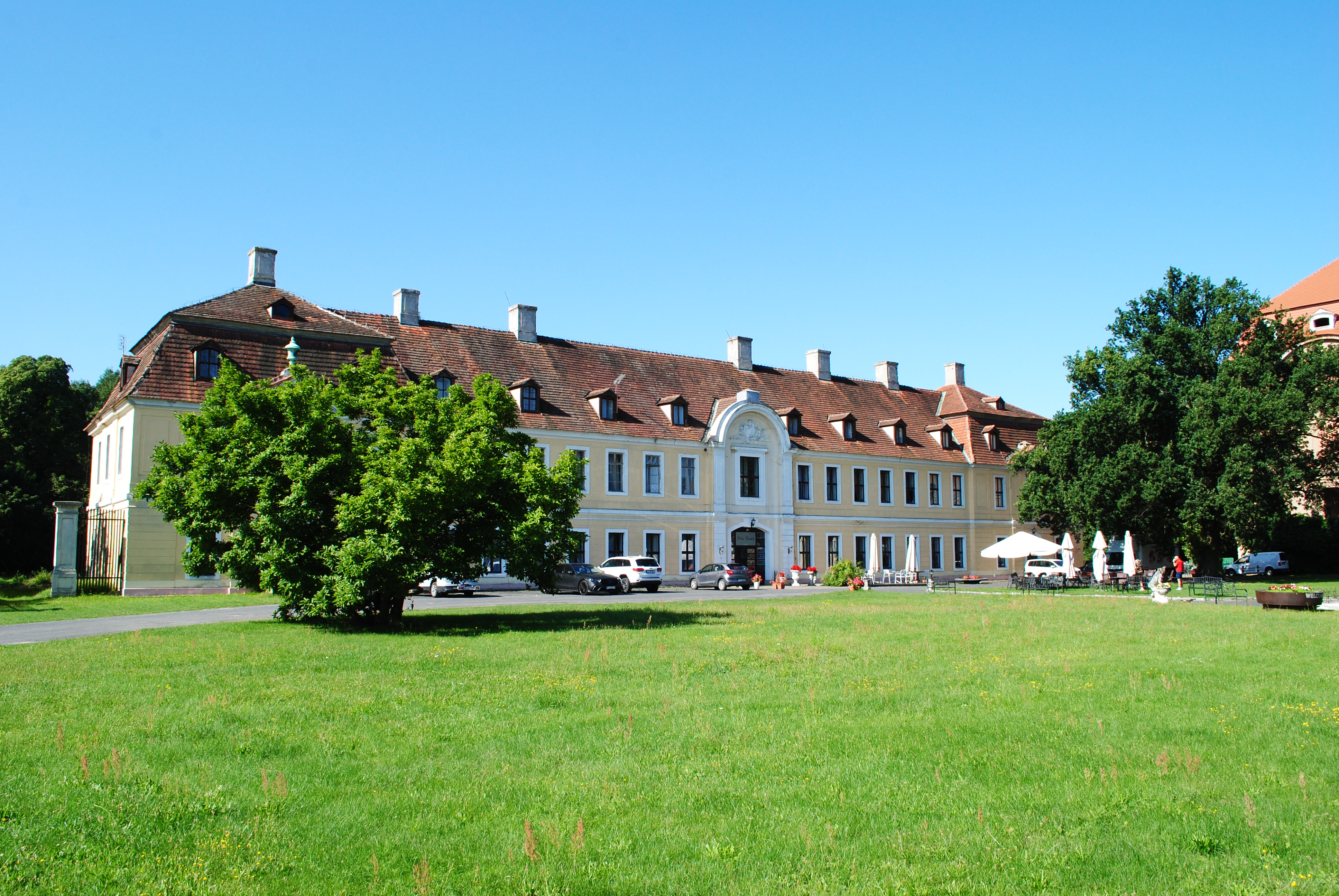
Prédio anexo do palácio
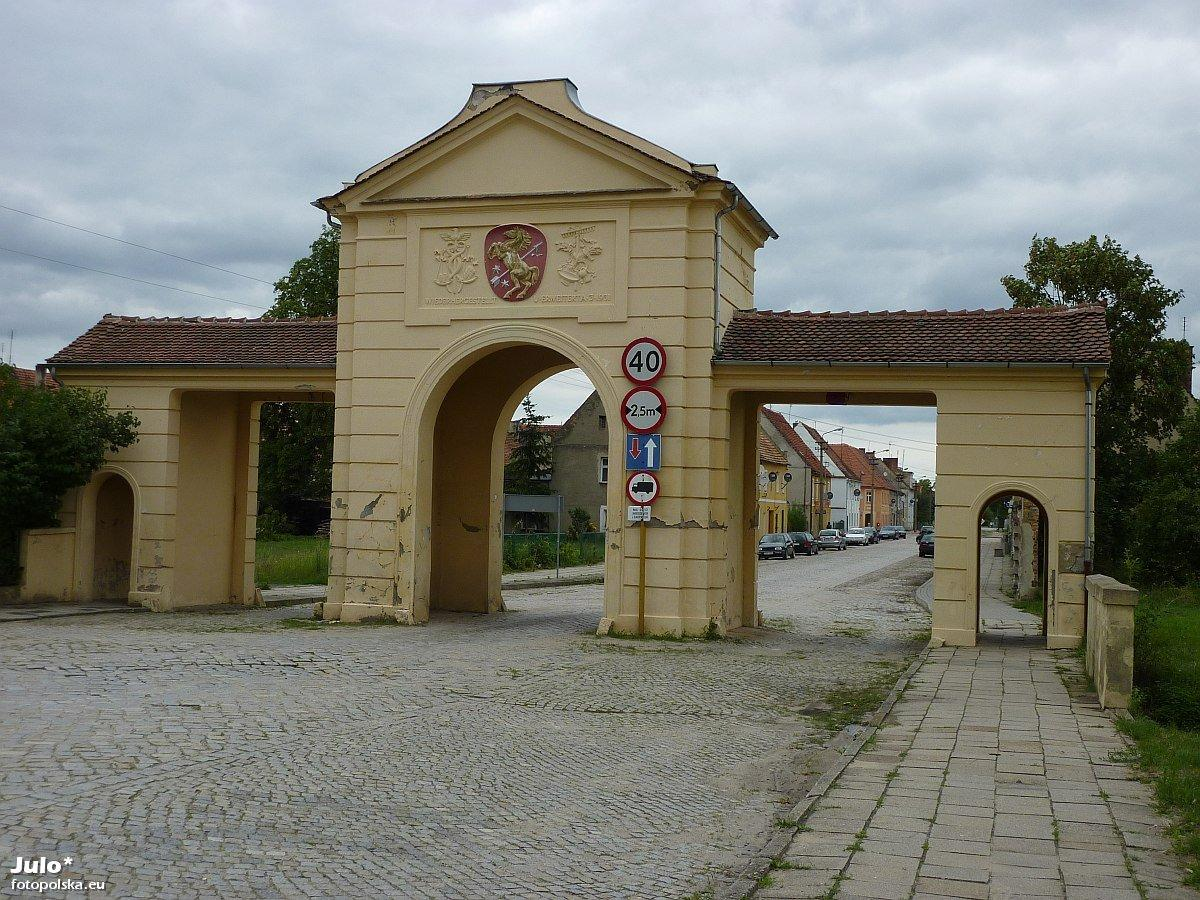
Portão de Zasiecka com o brasão da cidade
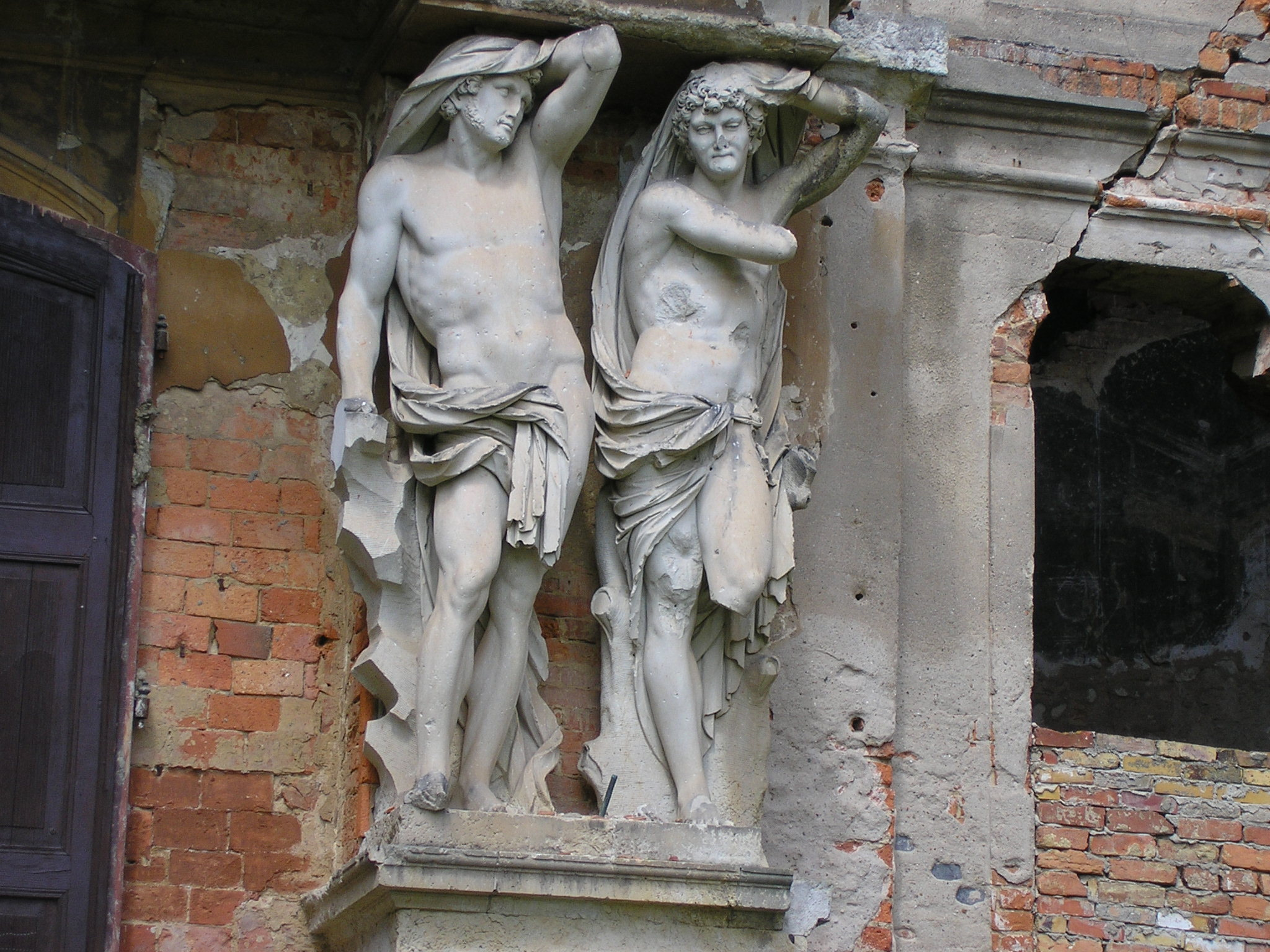
Esculturas do palácio
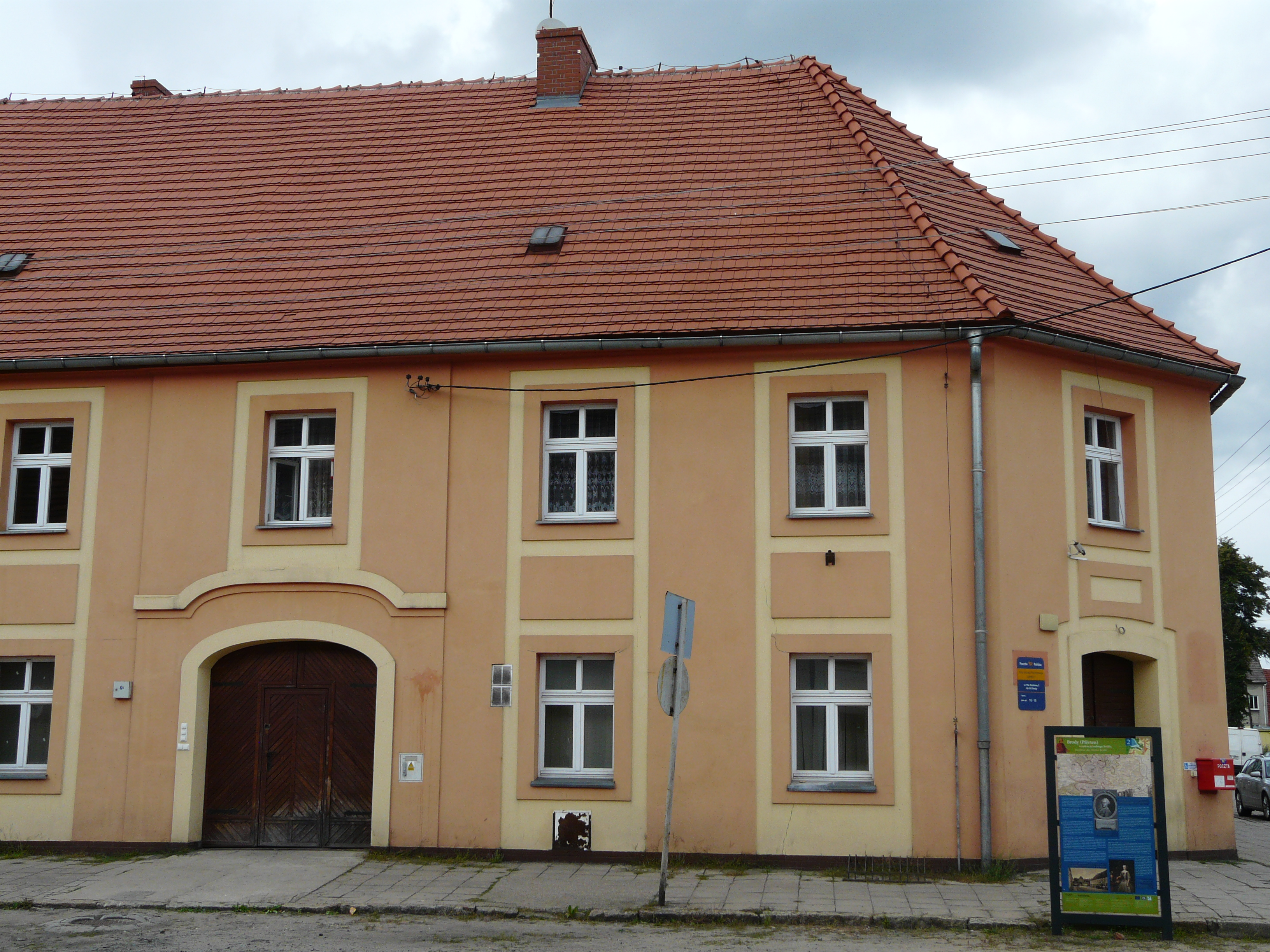
Prédio dos Correios